# Чэнь Вэньхуэй
Чэнь Вэньхуэй (кит. 陳玟卉, пиньинь Chén Wénhuì; род. 23 февраля 1997, Новый Тайбэй) — тайваньская тяжелоатлетка, выступающая в весовой категории до 64 килограммов. Бронзовый призёр Олимпийских игр в Токио, чемпионка Азии, призёр чемпионата мира 2021 года.

## Ранние годы
Чэнь родилась 23 февраля 1997 года и выросла в Синьбэе.
Начала заниматься спортом во второй классе школы, а ранее занималась триатлоном.
Учится в Тайваньском педагогическом университете.

## Карьера
На Азиатских играх по боевым искусствам в помещении 2017 года в Ашхабаде (Туркменистан) Чэнь заняла пятое место в весовой категории до 58 килограммов. Она подняла 83 килограмма в рывке, 104 кг в толчке и уступила в сумме бронзовому призёру 14 килограммов.
В 2019 году она участвовала в соревнованиях в весовой категории до 64 кг на чемпионате мира, проходившим в Паттайе и заняла тринадцатое место, подняв 215 кг в сумме (92 + 123). В том же году на чемпионате Азии в Нинбо заняла четвёртое место с результатом 221 кг.
В 2021 году на чемпионате Азии в Ташкенте улучшила прошлогодний результат на 7 килограммов и стала чемпионкой.
Она представляла Китайский Тайбэй на летних Олимпийских играх 2020 года в Токио и выиграла бронзовую медаль в весовой категории до 64 кг.
В декабре 2021 года приняла участие в чемпионате мира, который состоялся в Ташкенте. В весовой категории до 64 килограммов, тайваньская спортсменка по сумме двух упражнений с весом 232 кг завоевала серебряную медаль. В упражнении рывок она завоевала малую бронзовую медаль (97 кг), а в упражнении толчок стала победительницей (135 кг).